# Фјезоле
Фјезоле (итал. Fiesole) је насеље у Италији у округу Фиренца, региону Тоскана.
Према процени из 2011. у насељу је живело 2725 становника. Насеље се налази на надморској висини од 312 м.

## Становништво
Према резултатима пописа становништва 2011. у општини је живело 13.990 становника.
| 1936.  | 1951.  | 1961.  | 1971.  | 1981.  | 1991.  | 2001.  | 2011.  |
| ------ | ------ | ------ | ------ | ------ | ------ | ------ | ------ |
| 11.153 | 11.873 | 12.452 | 14.111 | 14.540 | 15.096 | 14.085 | 13.990 |

## Партнерски градови
- Тусон